# August Derleth
August William Derleth (24 de Fevereiro de 1909 – 4 de Julho de 1971) foi um escritor e antologista americano.
Embora lembrado como o primeiro a publicar as obras de H. P. Lovecraft, e por suas contribuições ao gênero de horror Mito de Cthulhu, assim como por ter fundado a Editora Arkham House, Derleth era um escritor líder regional americana de sua época, bem como prolífico em vários outros gêneros, incluindo ficção histórica, poesia, romances policiais, ficção científica e biografias.

## Alguma Obras[nota 1]
- The Cthulhu Mythos
- Father Marquette and the Great Rivers
- Saint Ignatius and the Company of Jesus
- The Milwaukee Road: Its First Hundred Years
- The Trail of Cthulhu
- Village Year: A Sac Prairie Journal
- The Casebook of Solar Pons

### Algumas Obras com H. P. Lovecraft
- The Watchers Out of Time
- Essential Solitude: The Letters of H. P. Lovecraft and August Derleth - Volumes I e II
- Dagon and Other Macabre Tales
- Selected Letters II: 1925-1929
- The Lurker at the Threshold
- Watchers Out Of Time and Others